# George Enescu

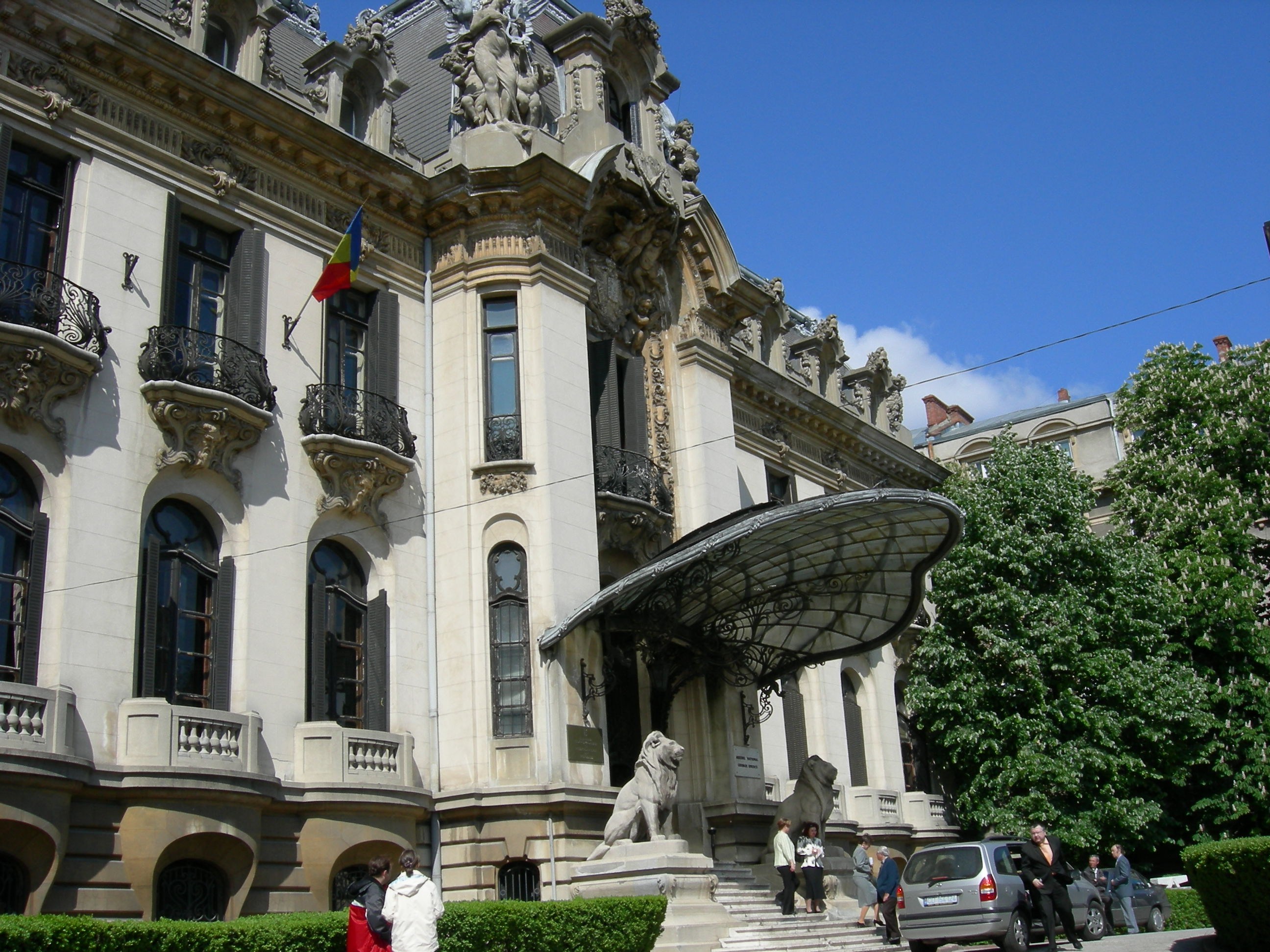
George Enescu-museet i Bukarest.

George Enescu, född 19 augusti 1881 i Liveni, Rumänien, död 4 maj 1955 i Paris, var en rumänsk tonsättare och violinist. 
Enescu var lärjunge till Josef Hellmesberger junior i Wien 1887-93. Han studerade därefter i Paris under Jules Massenet, Martin-Pierre Marsick och Gabriel Fauré. Enescu har komponerat kammarmusikverk och flera betydande symfonier. Genom sina allvarliga musikaliska tolkningar av klassikerna skapade han sig ett aktat namn som en av samtidens främsta violinister.
Enescu var violinisten Yehudi Menuhins lärare. Även Ivry Gitlis var elev till Enescu. Eugène Ysaÿes tredje soloviolinsonat är tillägnad Enescu. Dessutom uruppförde han Helena Munktells violinsonat.
Asteroiden 9493 Enescu är uppkallad efter honom.